# 上腹壁動脈
在人體解剖學中，上腹壁動脈（superior epigastric artery）指的是由內胸動脈延伸入腹腔的動脈，並會與下腹壁動脈於肚臍形成動脈吻合。吻合的位置因人而異，有些人則會於橫膈處形成吻合。
上腹壁動脈與其同名靜脈伴行。

## 臨床意義
當主動脈縮窄或堵塞時（如動脈粥樣硬化），上腹壁動脈、下腹壁動脈、內胸動脈、左右鎖骨下動脈等血管會形成一條替代路徑，而這些血管的管壁則會明顯膨大。
先天性的主動脈狹窄則會可以明觀察到腹壁動脈和內胸動脈膨大的現象。

## 外部連結
- -2147090372 於 GPnotebook
- 人体解剖学在线（Human Anatomy Online）网站上的相关图片：18:07-0103 - "胸壁（英语：Thoracic wall）：Branches of the Internal Thoracic Artery"
- Anatomy figure: 35:04-03 at Human Anatomy Online, SUNY Downstate Medical Center - "Incisions and the contents of the rectus sheath. "
- 格雷氏解剖學 s156 - 外髂動脈